# جان هاپکینز (نویسنده)
جان هاپکینز (انگلیسی: John Hopkins؛ ‏ ۲۷ ژانویهٔ ۱۹۳۱ – ۲۳ ژوئیهٔ ۱۹۹۸) نویسنده اهل بریتانیا بود. وی بین سال‌های ۱۹۵۷ تا ۱۹۹۵ میلادی فعالیت می‌کرد.
از فیلم‌ها یا مجموعه‌های تلویزیونی که وی در آن‌ها نقش داشته‌است، می‌توان به نام رمز: کیریل، نمایش امروز و گلوله آتشین اشاره نمود.